# Powerslave
《Powerslave》는 영국의 헤비 메탈 밴드 아이언 메이든이 1984년 9월 3일, 유럽의 EMI 레코드와 북미의 자매 레이블인 캐피틀 레코드에서 발매한 다섯 번째 스튜디오 음반이다. 2002년 미국의 생츄어리 레코드와 컬럼비아 레코드에 의해 다시 발매되었다.
이 음반의 커버 아트는 고대 이집트 테마로 유명하다. 타이틀곡에서 따온 이 주제는 음반의 조연 투어인 World Slavery Tour로 옮겨졌다. 1984년 8월 9일, 폴란드 바르샤바에서 시작되었으며, 지금까지 이 밴드에서 가장 길고 가장 힘든 투어로 간주되며, 라이브 음반 《Live After Death》로 이어졌다.
이 발표에는 새뮤얼 테일러 콜리지의 《노수부(The Rime of the Ancient Mariner)》를 음악으로 재전송하는 내용이 담겨 있는데, 이 가사는 시의 일부 대사를 포함하고 있다. 13분 45초의 길이로 2015년 음반 《The Book of Souls》의 18분짜리 〈Empire of the Clouds〉를 능가할 때까지 30년 넘게 아이언 메이든의 최장곡이었다.
《Powerslave》는 이전 스튜디오 발매와 동일한 인원을 특징으로 하는 밴드의 첫 음반으로 유명하다. 이 라인업은 두 번의 추가 스튜디오 발매를 위해 그대로 유지될 것이다. 또한, 이 음반은 지금까지 기악곡을 수록한 그들의 마지막 음반이다.
〈2 Minutes to Midnight〉와 〈Aces High〉는 싱글로 발매되었다.

## 배경
1983년 12월, 아이언 메이든이 생애 처음으로 미국에서 대형 공연장과 경기장을 장식한 World Piece Tour가 성황리에 끝난 후, 이 밴드는 1984년 1월에 3주 동안 휴식을 취한 후, 저지섬 르 찰렛 호텔에서 재결합하여 6주간 리허설을 했다. 《Powerslave》의 전작 《Piece of Mind》 (1983년)와 마찬가지로, 이곳은 음반의 대부분의 글쓰기가 이루어진 곳이었다. 그 후 이 밴드는 바하마 나소에 있는 컴퍼스 포인트 스튜디오에서 그것을 녹음하기 시작했다.
베이시스트 스티브 해리스는 시간의 압박 속에서 〈Rime of the Ancient Mariner〉이라는 노래가 어떻게 비교적 짧은 시간 안에 쓰여졌는지를 회상했다. 새뮤얼 테일러 콜리지의 동명시 (그의 1815년~1816년 광택에서 많이 따옴)에 영향을 받은 이 곡은 이 시의 두 구절을 직접 인용하는데, 전자는 'Water, water everywhere nor any drop to drink(물, 사방의 물, 마실 물방울)'이라는 유명한 대사를 포함한다. 13분이 넘는 시간 동안, 이 트랙은 다른 분위기의 몇 개의 뚜렷한 부분을 포함하고 있으며, 팬들 사이에서 인기 있는 곡이 될 것이다. 2008년~2009년 Somewhere Back in Time World Tour에서 기타리스트 데이브 머레이, 보컬리스트 브루스 디킨슨, 해리스가 라이브로 연주하기 가장 좋아하는 곡으로 이 곡을 꼽았다.
일단 이 밴드는 음반이 뉴욕 일렉트릭 레이디 스튜디오에서 혼합된 동안 또 한번 짧은 휴식을 취한 뒤 플로리다주 포트로더데일에서 World Slavery Tour 리허설을 위해 재공연했다. 이 투어는 1984년 8월, 폴란드에서 시작해 1985년 7월, 캘리포니아주에서 막을 내렸다. 무대 세트에는 몇 층 높이의 기념비적인 받침대 등 음반 커버가 메아리쳤으며, 그 꼭대기에는 음악가들이 가끔 출연하기도 했다. 그 세트장은 라디오 시티 뮤직 홀의 거대한 공연장까지도 충분히 채웠다. 이번 투어는 당시 획기적인 성과였던 폴란드와 헝가리를 방문한 헤비 메탈 밴드가 철의 장막 뒤에서 풀세트를 한 것은 이번이 처음이다. 그것은 남미까지 계속되었는데, 그 곳에서 밴드가 순회 공연을 한 것은 처음이었다. 그들은 첫 번째 락 인 리오에서 밴드 퀸의 특별 게스트로 30만 명의 관객들에게 연주를 했다. LA의 롱비치 아레나와 런던의 해머스미스 오덴에서 4박에 걸쳐 녹음된 《Live After Death》 음반과 비디오도 발매되었다.  이 음반들은 각각 영국 차트에서 2위와 1위를 정점을 찍었다.
총 11개월의 기간으로 28개국을 감동시켰다. 《Powerslave》는 음반 회사 EMI의 《Now That's What I Call Music!》 팝 컴필레이션의 결과로 영국 음반 차트에서 2위에 데뷔했다. 니코 맥브레인과 아드리안 스미스에 따르면, 《Powerslave》는 아이언 메이든을 "매우 빠르고 매우 빠르게" 유명하게 만들기 시작했는데, 브라질에서는 수백 명의 팬들이 밴드를 위해 호텔과 레스토랑 밖에서 기다렸다.
다리오 아르젠토의 1985년 공포 영화 《페노미나》의 사운드트랙에 수록된 〈Flash of the Blade〉는 미국의 헤비 메탈 밴드 어벤지드 세븐폴드의 더블 라이브 음반/DVD 《Live in the LBC & Diamonds in the Rough》에 수록됐다. 랩소디 오브 파이어는 그들의 음반 《From Chaos to Eternity》의 디럭스 에디션에 수록된 곡의 커버도 녹음했다. 〈Flash of the Blade〉는 만화 밴드 멤버들이 파리에서 귀국한 직후인 《젬 앤 더 홀로그램》 에피소드 "킴버의 반란"에서도 행인이 들고 다니는 붐박스 스테레오에서 들을 수 있다.

## 평가 및 유산
| 전문가 평가                      | 전문가 평가 |
| 평가 점수                        | 평가 점수   |
| 출처                             | 점수        |
| -------------------------------- | ----------- |
| AllMusic                         | [ 14 ]      |
| Collector's Guide to Heavy Metal | 9/10        |
| The Daily Vault                  | A           |
| MusicHound Rock                  | [ 17 ]      |
| The Rolling Stone Album Guide    | [ 18 ]      |
| Sputnikmusic                     | [ 19 ]      |

《Powerslave》는 긍정적인 평가와 찬사를 받았으며, 2017년 《롤링 스톤》이 선정한 "역사상 가장 위대한 메탈 음반 100위"에서 38위에 랭크되었다. 니코 맥브레인과 아드리안 스미스에 따르면, 《Powerslave》는 아이언 메이든을 "매우 빠르게" 유명하게 만들기 시작했다고 전해진다. 특히 브라질에서는 수백 명의 팬들이 밴드를 기다리기 위해 호텔과 식당 앞에 모였다고 한다.
2024년에는 아이언 메이든이 이 음반의 40주년을 기념하여 한정판 조이트로프 바이닐을 출시했다.

## 다른 매체에서
〈Flash of the Blade〉는 다리오 아르젠토의 1985년 호러 영화 《페노미나》의 사운드트랙에 포함되었으며, 미국 밴드 어벤지드 세븐폴드가 그들의 더블 라이브 음반/DVD 《Live in the LBC & Diamonds in the Rough》에서 커버하였고, 이후 그들의 컴필레이션 음반에도 수록되었다. 또한, 랩소디 오브 파이어는 그들의 음반 《From Chaos to Eternity》의 디럭스 에디션에 포함된 〈Flash of the Blade〉의 커버를 녹음하였다.

## 곡 목록
| #  | 제목                                | 작사·작곡                      | 재생 시간 |
| -- | ----------------------------------- | ------------------------------ | --------- |
| 1. | 〈Aces High〉                       | 스티브 해리스                  | 4:31      |
| 2. | 〈2 Minutes to Midnight〉           | 아드리안 스미스, 브루스 디킨슨 | 6:04      |
| 3. | 〈Losfer Words (Big 'Orra) (기악)〉 | 해리스                         | 4:15      |
| 4. | 〈Flash of the Blade〉              | 디킨슨                         | 4:05      |
| 5. | 〈The Duellists〉                   | 해리스                         | 6:18      |

| #  | 제목                            | 작사·작곡      | 재생 시간 |
| -- | ------------------------------- | -------------- | --------- |
| 6. | 〈Back in the Village〉         | 스미스, 디킨슨 | 5:02      |
| 7. | 〈Powerslave〉                  | 디킨슨         | 7:12      |
| 8. | 〈Rime of the Ancient Mariner〉 | 해리스         | 13:45     |

## 인증
| 국가                       | 인증        | 판매량/출하량 |
| -------------------------- | ----------- | ------------- |
| 캐나다 (뮤직 캐나다)       | 2× 플래티넘 | 200,000^      |
| 독일 (BVMI)                | 골드        | 250,000^      |
| 일본 (RIAJ)                | 골드        | 100,000^      |
| 스페인 (PROMUSICAE)        | 골드        | 50,000^       |
| 영국 (BPI)                 | 골드        | 100,000^      |
| 미국 (RIAA)                | 플래티넘    | 1,000,000^    |
| ^출하량을 기반으로 한 인증 |             |               |